# Wilhelm Bernhard von der Goltz
Wilhelm Bernhard von der Goltz (ur. 1730 w Siemczynie, zm. 6 lutego 1795 w Bazylei), był pruskim dyplomatą. W 1765 był nadzwyczajnym posłem pruskim w Polsce. W Warszawie rozmawiał ze Stanisławem Augustem o sprawie zatargu celnego między oboma państwami.
W latach 1768–1793 był pruskim posłem w Paryżu.
Szwedzki ambasador w Paryżu Erik Magnus Staël von Holstein, prowadzący często politykę niezależną od poleceń własnego dworu, nawiązał z nim znajomość i współpracę, bowiem uważał, że Królestwo Prus byłoby znacznie wartościowszym sojusznikiem Szwecji i Turcji niż Francja. Gdy w drugiej połowie 1790 roku Szwecja pogodziła się z Rosją, urażony von der Goltz unikał kontaktów ze szwedzkim kolegą. Prusy miały bowiem nadzieję na użycie Szwecji przeciw Rosji.
W grudniu 1791 ostrzegł Francuzów przed wrogością Prus, jeśli Francuzi zdecydują się uderzyć na Niemcy. W lutym 1792 roku, von der Goltz poinformował szwedzkiego chargé d’affaires w Paryżu Erika Bergstedta, że Królestwo Prus zaangażuje się w sprawy Francji, tylko jeśli ta uderzy na Niemcy, lub odmówi odszkodowań niemieckim książętom poszkodowanym przez Rewolucję.